# تغذية المحيط
تغذية المحيط هي نوع من الهندسة الأرضية، والتي تستند على استهداف تقديم الغذاء للمحيط العلوي، لزيادة إنتاج الأغذية البحرية ولعزل ثاني أكيد الكربون عن الغلاف الجوي. التخصيب هو أيضا أحد الاحتمالات التي تسبب هباء الكبريت والذي ينقص من معدل الاحتباس الحراري. تستند السلسلة الغذائية البحرية على التركيب الضوئي من قبل العوالق النباتية والتي تمزج الكربون مع المواد الغير عضويه لتزيد من إنتاج المواد العضوية. إنتاج المواد العضوية محدود بشكل عام ويقتصر على توفر المواد الغذائية، عادة الحديد أو النيتيروجين. العديد من التجارب أظهرت كيف أن تخصيب الحديد يمكن أن يزيد من إنتاج العوالق النباتية. النيتروجين هي مادة غذائية محدودة في مناطق كثيرة من المحيط ويمكن توفيرها في عديد من المصادر ومنها عبر تثبيت البكتيريا الزرقاء. نسبة الكربون والحديد في العوالق النباتية هي أكبر بكثير من نسبه الكربون والنيتروجين أو نسبة الكربون والفسفور، لذا الحديد لدية احتمال أعلى في حبس وحدة الكتلة المضافة.
تغذيه المحيط تقدم كلا من الاحتماليين وهما تخفيف التركيز الجوي على البيوت الزجاجية بهدف تجنب تغير المناخ وبنفس الوقت زيادة استدامة الأرصدة السمكية. وبعمل هذا يعد طريق لزيادة الإنتاج المحيطي الأولي.
التغذية المحيطية تعد بأن تكون وسيلة لتوفير البروتين بسعر منخفض وبكميات كافية لتسد احتياجات بليونين إضافيين من الناس والذي من المتوقع أن يسكنوا الأرض قبل أن يستقر السكان على قيم بالقرب من ثمانية بلايين. وفي حين تم قبول التلاعب في النظام الإيكولوجي لدعم الزراعة لصالح البشر قبل فترة طويلة ولكنه مفهوم جديد لتعزيز إنتاجيات المحيطات كبيرة الحجم وذلك يخلف بعض التخوف.

## التخصيب الفسفوري
هذه التقنية تستطيع أن تعطي 0.83W/m2 عالميا من متوسط التأثير السلبي الناجم، والذي يكفي لعكس تأثير الاحتباس إلى نصف المستويات الحالية من انبعاثات البشرية لثاني أكسيد الكربون.

## التخصيب النيتروجيني
مقترح من إيان جونز (بالإنجليزية:Ian Jones) بغرض تخصيب المحيط باليوريا، مادة نيتروجينية غنية، لتزيد من نمو العوالق النباتية. وأيضا نظر إلية من قبل كارل.
الشركة أسترالية، شركة التغذية المحيطية (بالإنجليزية:Ocean Nourishment Corporation), تخطط على إغراق مئات الأطنان من اليوريا في المحيط، من أجل تعزيز نمو ثاني أكسيد الكربون الممتص من قبل العوالق النباتية.

## مزايا وعيوب تخصيب سولو البحري باليوريا

### المزايا
شركه التغذية المحيطية ادعت بأنه في المدى البعيد، بعد محاكمات سولو البحرية، نبتة واحدة من الغذاء المحيطي سوف تزيل حوالي 5-8 مليون طن من ثاني أكسيد الكربون في الغلاف الجوي لكل عملية في السنة، أي ما يعادل موازنة الانبعاثات النموذجية من 1200 ميغاواط من محطة الكهرباء العاملة بالفحم أو إزالة مليون هكتار من الغابات النامية الجديدة على المدى القصير.

### العيوب
تخصيب النيتروجين ليس فعال كتخصيب الحديد
تكوين خلايا الطحالب الكيميائية هو 106 كربون : 16 نيتروجين : 1 فسفور : 0.0001 حديد. في معنى آخر لكل ذره من الحديد يتم التقاط 1060000 من ذرات الكربون، ومع ذلك لكل ذره واحدة من النيتروجين يتم التقاط 6 ذرات فقط من الكربون.
تخصيب اليوريا قد لا يفيد مصايد الأسماك
لقد قيل بأن إضافة اليوريا إلى المحيط من الممكن أن يسبب تزهر العوالق النباتية والذي هي مصدر الطعام للأسماك. ومع ذلك، إذا البكتيريا الزرقاء ودوامي السياط سيطروا على تجمع العوالق النباتية فإنه يعتبر نوعية غذائية سيئة للأسماك ثم لا يمكن احتساب كمية الأسماك بالارتفاع. والعيب الأخر هو إنتاج الوقود الأحفوري لليوريا. الوقود الأحفوري يحتوي على ثاني أكسيد الكربون مدفون، فلذا استخدامه ليس محمودا من وجهة نظر البيئة.
بحر سولو والتنوع البيولوجي
في بحر سولو التنوع البيولوجي لبحرية توباتاها (بالإنجليزية:Tubbataha) هو عمليا لا نظير له من قبل أي شيء آخر في العالم اليوم والنيتروجين المحمل في مناطق الشعب المرجانية قد يقود إلى تغيرات اجتماعية اتجاه إفراط نمو الطحالب في الشعب المرجانية وتعطل النظام الإيكولوجي. وهذا يجعل بحر سولو كمرشح غير محتمل لتجربة التخصيب باليوريا.

## تغذية المحيط والقانون الدولي
فكرة تخصيب المحيط بالحديد، اليوريا، أو الفسفور هي فكرة ينظر إليها كمعضلة من القانون الدولي. من وجهة نظر واحدة، اتفاقية الأمم المتحدة الإطارية في تغير المناخ (UNFCCC 1992) قد قبلت في عمل أعمال التخفيف إذا الكمية تجاوزت الكمية الطبيعية حيث يمكن أن تتكيف مع تغير المناخ. في يد أخرى القانون الدولي يحمي ويحفظ البيئة البحرية من عدم اليقين العلمي. بعض الشركات التجارية مثل كلايموس (بالإنجليزية:Climos)و قرين سي فينتشرز (بالإنجليزية:GreenSea Ventures), وتقوم الشركة الأسترالية شركة التغذية المحيطية في الانخراط في عمليات التخصيب باليوريا والحديد. دعت هذه الشركات راعيي شركة قرين سي فينتشرز ليمولوا نشاطاتهم في مقابل توفير الكربون وتعويض المستثمرين من انبعاثات ثاني أكسيد الكربون.
وفقا لديفد فريستون (بالإنجليزية:David Freestone) وروزماري رايفوس (بالإنجليزية:Rosemary Rayfuse) في حزيران 2007 أصدرت اتفاقية لندن بيانا يعبر عن القلق مشيرا إلى الاحتمالية الواسعة النطاق في أن تخصيب الحديد يمكن أن يكون له آثار سلبية على البيئة البحرية وصحة الإنسان' ولكن الكلمتان «واسعة النطاق» لم تعرفا بصحة. من المعتقد أن النطاق الواسع قد يشير إلى العمليات على النطاق المخطط من قبل بلانتوس (بالإنجليزية:Planktos). بلانتوس هي شركة مقرها الولايات المتحدة الأمريكية، تركت مخططاتها مؤخرا لتنفذ 6 رحلات إخصاب بحرية من 2007 إلى 2009، كلا منها سيكون قد حل ما يصل إلى 100 رطلا من الحديد لأكثر من 10,000 كم^2 من مسالك المحيط.
لجنة الأمم المتحدة الحكومية الدولية المعينة في تغيير المناخ درست قضية تخصيب المحيطات وقررت بأنه ينبغي عدم السعي بها بسبب قلة الزيادة الموثقة في التنحية الفعلية على المدى الطويل لثاني أكسيد الكربون في المياه العميقة أو الرواسب.
للحد من انبعاثات الكربون والغازات الدفيئة ينبغي لأي بلد أن تلتقي مع معايير اتفاقية الأمم المتحدة الإطارية في تغير المناخ (UNFCCC) وبروتوكول كيوتو (بالإنجليزية:Kyoto Protocol). لكن بروتوكول كيوتو لا تقبل أي شكل من أشكال مشاريع خفض الكربون غير مشاريع التشجير وإعادة التشجير.

### قانون قضايا البحر
وفقا لاتفاقية الأمم المتحدة لقانون البحر (LOSC 1982), جميع الدول ملزمة بانفراد أو باجتماع في أن تتخذ كل التدابير اللازمة لخفض ومكافحة تلوث البيئة البحرية وحظر نقل، إما بشكل مباشر أو غير مباشر، الضرر أو الأخطار من منطقة إلى أخرى وحظر تحول التلوث من نوع إلى نوع آخر. الآن، دون أبحاث عميقة إنه ليس من الواضح القول بأن تخصيب المحيطات هي وسيلة آمنة لمكافحة انبعاثات الكربون والغازات الدفيئة.

## إدارة الأشعة الشمسية
إضافة إلى إزالة الكربون، تخصيب المحيط يمكن أيضا أن يستخدم في إنتاج كبريتات الهباء والتي تعكس أشعة الشمس وتعدل بياض الأرض، وهذا أحدث تأثير التبريد مما قلل من بعض الآثار الناجمة عن تغير المناخ. تعزيز الدورة الطبيعية دورة الكبريت في المحيط الجنوبي بواسطة تخصيب جزء صغير بالحديد من أجل تعزيز إنتاج كبريتيد ثنائي ميثيل وانعكاسية السحاب يحقق هذا الشيء. الهدف هو إبطاء ذوبان الجليد في القطب الجليدي المتجمد للحد من رفع مستوى سطح البحر. هذه التقنيات تميل أيضا إلى إزاله الكربون، ولكن في هذا المشروع المحدد، تعزيز بياض السحاب حقق كلا من النتائج المرجية ونتائج القياس.